# Jean de Hohenzollern-Sigmaringen
Titres
Comte de Hohenzollern-Sigmaringen
8 avril 1606 – 28 mars 1623
(16 ans, 11 mois et 20 jours)
Prince de Hohenzollern-Sigmaringen
28 mars 1623 – 22 mars 1638
(14 ans, 11 mois et 22 jours)
Jean de Hohenzollern-Sigmaringen (en allemand : Johann von Hohenzollern-Sigmaringen), né le 17 août 1578 à Sigmaringen, décédé le 22 mars 1638 à Munich.
Il fut comte de Hohenzollern-Sigmaringen de 1606 à 1623, prince de Hohenzollern-Sigmaringen de 1623 à 1638.

## Famille
Il est le second fils et le sixième des quinze enfants de Charles II de Hohenzollern-Sigmaringen et d'Euphrosyne zu Oettingen.

### Mariage et descendance
Le 30 juin 1602 il épouse à Sigmaringen Jeanne comtesse de Hohenzollern-Hechingen (1581- Ranshofen 26 avril 1634), fille du comte Eitel-Frédéric Ier de Hohenzollern-Hechingen et de Sibilla comtesse von Zimmern.
Trois enfants sont nés de cette union :
- Meinrad Ier de Hohenzollern-Sigmaringen, prince de Hohenzollern-Sigmaringen (1605 - Sigmaringen 30 janvier 1681)
- Marie de Hohenzollern-Sigmaringen (23 janvier 1606 - février 1674) qui épouse en 1621 le comte Paul André von Wolkenstein (1605 † 1635) auquel elle donne deux fils (Franz et Maximilian) et une fille. Veuve, elle épouse, avant 1645, Georges Rodolphe Baron von Hasslang auquel elle donne au moins deux fils.
- Euphrosine-Sibylle de Hohenzollern-Sigmaringen (15 juin 1607 - juillet 1636) qui épouse à Sigmaringen le 16 octobre 1622 Georges-Guillaume, Comte von Helfenstein-Messkirch (1605-1627), mariage sans postérité. Veuve, elle épouse, vers 1628 Ernest Benno, Comte von Wartenberg (1604-1666), dont au moins trois fils (Johann Ferdinand Ernst, Franz Ernst et Albrecht Ernst)

## Biographie
Au décès de son père, survenu le 8 avril 1606, Jean de Hohenzollern-Sigmaringen lui succède et règne sur le comté de Sigmaringen.
À la différence des margraves de Brandebourg, les comtes puis princes de Sigmaringen restèrent catholiques romains, mais situés à proximité du duché de Wurtemberg de confession évangélique, ils furent exposés à des litiges religieux qui s'aggravèrent avec le temps. Jean de Hohenzollern-Sigmaringen tissa des liens étroits avec le duché de Bavière, pionnier de la Ligue catholique (Saint-Empire). Le fils de Jean de Hohenzollern-Sigmaringen naquit à Munich en 1605.
L'alliance avec le duc Maximilien Ier de Bavière et Ferdinand II du Saint-Empire porta ses fruits. Après la délimitation des frontières entre la Bohême et la Bavière, Jean de Hohenzollern-Sigmaringen se vit récompensé. Lors de la réunion de Ratisbonne, il fut élevé au titre de prince héréditaire de Hohenzollern-Sigmaringen, en outre, son cousin, le comte Jean Georges de Hohenzollern-Hechingen fut également titré prince.
La principauté de Sigmaringen connut les dévastations de la Guerre de Trente Ans. En 1632, le château de Sigmaringen fut occupé par les Suédois. Lors de la reconquête du château en 1633 par le général Horn, la partie orientale du château fut la proie des flammes. Jean de Hohenzollern-Sigmaringen demeura en Bavière où il décéda en 1638, quatre ans après son épouse, à l'âge de soixante ans.
Son fils Meinrad Ier lui succède.

## Généalogie
Jean de Hohenzollern-Sigmaringen appartient à la lignée de Hohenzollern-Sigmaringen issue de la quatrième branche, elle-même issue de la première branche de la Maison de Hohenzollern. Cette lignée donna des rois à la Roumanie. Jean de Hohenzollern-Sigmaringen est l'ascendant de Michel Ier de Roumanie.